# یواس‌اس نومد (اس‌پی-۱۰۴۶)
یواس‌اس نومد (اس‌پی-۱۰۴۶) (به انگلیسی: USS Nomad (SP-1046)) یک کشتی بود که طول آن ۳۶ فوت ۷ اینچ (۱۱٫۱۵ متر) بود. این کشتی در سال ۱۹۱۴ ساخته شد.